# Hüseyin Göksu
Hüseyin Göksu (* 1946 in Eskişehir) ist ein türkischer ehemaliger Generalleutnant des Heeres (Türk Kara Kuvvetleri), der unter anderem zwischen 2000 und 2004 Kommandierender General des III. Korps (III. Kolordu) in Şişli war.

## Leben
Göksu absolvierte nach dem Schulbesuch in seiner Geburtsstadt Eskişehir eine Offiziersausbildung an der Heeresschule (Kara Harp Okulu), die er 1965 als Fähnrich (Asteğmen) abschloss. Nach einer anschließenden Ausbildung an der Infanterieschule (Piyade Okulu) wurde er 1966 zum Leutnant (Teğmen) befördert und fand danach Verwendungen in verschiedenen Infanterieeinheiten, wobei er 1969 zum Oberleutnant (Üsteğmen) befördert wurde. Er war zwischen 1974 und 1976 Absolvent der Heeresakademie (Kara Harp Akademisi) und wurde während dieser Zeit 1975 auch zum Hauptmann (Yüzbaşı) befördert. Nach einer Verwendung als Stabsoffizier war er von 1977 bis 1980 Kompaniechef der 14. Ausbildungskompanie sowie anschließend zwischen 1980 und 1982 Kommandeur des 2. Ausbildungsbataillons der Heeresschule.
In der Zeit von 1982 bis 1985 war Göksu Chef des Stabes der 51. Division und daraufhin zwischen 1985 und 1989 Leiter des Referats Ausbildung und Lehrgänge im Generalstab der Türkei, ehe er von 1989 bis 1992 Kommandeur des 4. Regiments und Chef des Stabes der Besatzungstruppe in Zypern KTBK (Kıbrıs Türk Barış Kuvvetleri) war.
Nach seiner Beförderung zum Brigadegeneral (Tuğgeneral) wurde Göksu 1992 stellvertretender Leiter der Personalabteilung im Hauptquartier des Heeres und danach 1994 Kommandeur der 26. Panzerbrigade. 1996 wurde er zum Generalmajor (Tümgeneral) befördert und zum Chef des Stabes der in der Istanbuler Selimiye-Kaserne stationierten 1. Armee (Birinci Ordu) ernannt, ehe er anschließend von 1998 bis 2000 Kommandeur der 23. Division war.
Nachdem Göksu 2000 zum Generalleutnant (Korgeneral) befördert worden war, übernahm er den Posten als Kommandierender General des III. Korps (III. Kolordu) in Şişli. Auf diesem Posten verblieb er bis zu seinem Eintritt in den Ruhestand im Jahr 2004. Nach seinem Ausscheiden aus dem aktiven Militärdienst engagierte er sich als Vorstandsmitglied im Pensionsfonds der Streitkräfte OYAK (Ordu Yardımlaşma Kurumu) sowie des Türkischen Schachverbandes.
Göksu, der verheiratet und Vater zweier Kinder ist, wurde mit der Medaille der Streitkräfte für herausragenden Mut und Selbstaufopferung (Türk Silahlı Kuvvetleri Üstün Cesaret ve Feragat Madalyası) ausgezeichnet und spricht neben Türkisch auch Englisch.

## Weblink
- Eintrag in Kim Kimdir? (Seitenaufruf am 7. September 2016)

| Personendaten    | Personendaten                          |
| ---------------- | -------------------------------------- |
| NAME             | Göksu, Hüseyin                         |
| KURZBESCHREIBUNG | türkischer Generalleutnant und Manager |
| GEBURTSDATUM     | 1946                                   |
| GEBURTSORT       | Eskişehir                              |